# フライ・ミクロネシア
フライ・ミクロネシア (Fly Micronesia)は、アメリカ合衆国・グアムを拠点としていた航空会社。Sky King, Inc.（スカイキング社）によって運航されていた。
FLY GUAM（フライ・グアム） のブランドで運航していた。

## 概要
2010年11月、グアムと東アジア地域の路線を就航させるために Fly Micronesia LLC が設立された。2011年3月4日、グアム-サイパン-香港便で初就航した。
チャモロの伝統的な文化をサービスに取り入れ、他社との差別化を図っている。
使用機材はB737-400, N238AGの一機にとどまり、資金不足、整備・運行上の問題を抱えて2012年1月が最後の便に、その後機体は2012年2月に本土へ帰還。使用機材を失った後は事実上運行停止。

## 就航都市
- グアム : グアム（本拠地）
- 北マリアナ諸島 : サイパン
- 香港 : 香港
- パラオ : コロール
- 台湾 : 台北/桃園
- 日本 : 名古屋/中部

## 保有機材
- ボーイング737-400型機 : 2機